# 中川光重
中川 光重（なかがわ みつしげ、永禄5年（1562年） - 慶長19年11月21日（1614年12月21日））は、戦国時代から江戸時代初期にかけての武将、茶人。織田家、加賀藩前田家の家臣。中川重政の子。妻は前田利家の次女・蕭姫（瑞雲院）。通称は清六郎。出家後は宗半、巨海斎と号したため、中川宗半の名で知られる。

## 生涯
永禄5年（1562年）、織田家の家臣・中川重政の子として誕生した。
はじめ織田信長・信忠父子に仕え、信忠に従って高遠城攻めなどに参加したが、天正10年（1582年）に両者が本能寺の変で横死すると、前田利家の次女・蕭姫（瑞雲院）を娶っていた縁により前田利家の家臣となった。翌年頃には前田領国の能登国七尾城の守将として、前田安勝・高畠定吉らと共に光重が記録されている。天正12年（1584年）9月、利家と越中の佐々成政との間に末森合戦が行われた際、翌13年（1585年）6月、能登七尾城の前田軍により能越国境の荒山城が落とされたが、その際に光重に功があったとされている。
七尾城や越中増山城の守将（1586年頃）を務め、文禄3年（1594年）4月8日、京都の前田利家邸に豊臣秀吉が来臨した際には、光重が前田家臣団の筆頭として献上物を贈っているなど、前田家内での地位は高かったと推測される。しかし、この直後ぐらいの時期に、城塞修理の課役を放置したことで職務怠慢として蟄居を命じられ、能登国津向村に逼塞したこともあった（後年この逼塞先は、豊臣秀吉から能登蟄居を命じられた浅野幸長の蟄居先として利用されている。また、同地には後年、利家により助命され1千石を与えられた小田原北条氏の北条氏邦が配されている）。この蟄居後、秀吉から直々に3千石の知行を与えられ御伽衆となったが、のち利家の下に帰参している。
慶長5年（1600年）の関ヶ原の戦いでは利家の子・前田利長に従い大聖寺城攻めに貢献した。また別の話では、直前まで豊臣秀頼の傍にあって御伽衆を務めており、加賀国に下向する途中で大谷吉継の手勢に捕らえられ、利長を撹乱するための謀書を認めさせられたことにより、利長軍の南進を阻害してしまった、とも伝えられている。前田家内での知行高は2万3千石に達した。以降も前田家内でその地位は重きを成している。利家の五男利孝または六男利貞の養育係となっていた、とする説がある。
慶長16年（1611年）に致仕し、慶長19年（1614年）に死去した。
光重隠居後、前田利家の八女を妻としていた嫡男の中川光忠が、自身の4千石に光重の分から1万7千石を合わせて相続して跡を継いだが、慶長18年（1613年）に藩を去ったため、次女の婿で5千石を分知されていた甥の中川長勝が家督を相続し、代々藩の家老や奉行職を務めた。また光忠の嫡男の之尚は、光重の娘の嫁ぎ先である神谷家に養育され神谷之尚と名乗り、前田家に3千石で仕え、支藩の大聖寺藩の家老などを務めた。光忠次男の中川正任は長く浪人したのち、加賀藩に仕えた。さらに長勝の弟の子であった中川重良も加賀藩に1千石仕えた。
千利休門下の熱心な茶人であり、茶会にも何度も招かれている。前述の課役放棄も茶事に忙しくて怠けた、とする説があり、その後に秀吉に仕えた際も、扱いは武人としてではなく茶人として御伽衆であったとされている。
叔父の津田正勝も、諸家に仕えたのち加賀藩士である。また、別の叔父であった津田盛月の子（従兄弟）の津田信任が罪を得た際は、加賀藩に預けられている。